# Huasco (provincie)
Huasco is een provincie van Chili in de regio Atacama. De provincie telde 74.406 inwoners in 2017 en heeft een oppervlakte van 18.202 km². Hoofdstad is Vallenar.

## Gemeenten
Huasco is verdeeld in vier gemeenten:
- Alto del Carmen
- Freirina
- Huasco
- Vallenar